# واق ريشي
واق ريشي (باللاتينية: Botaurus pinnatus) ويسمى أيضاً بالواق الأمريكي الجنوبي هو طائر من عائلة البلشونيات تعيش هذه الطيور قرب المناطق الاستوائية في أمريكا الجنوبية و أمريكا الوسطى ومعظمه يكون بلون البرتقالي والبني مع نقوش على ريشه حيث يكون لونه قريب إلى لون الحشائش.